# Австралийский морской ангел
Австралийский морской ангел, или австралийская скватина (лат. Squatina australis) — вид рыб из семейства скватинообразных, или «акул-ангелов». Встречается в субтропических водах у южного побережья Австралии от Западной Австралии до Нового Южного Уэльса, на глубинах до 255 метров. В длину достигает полутора метров. Размножается яйцеживорождением, в помёте до 20 детёнышей.

## Таксономия
Впервые вид описан в 1906 году. Голотип представляет собой особь длиной 53 см.

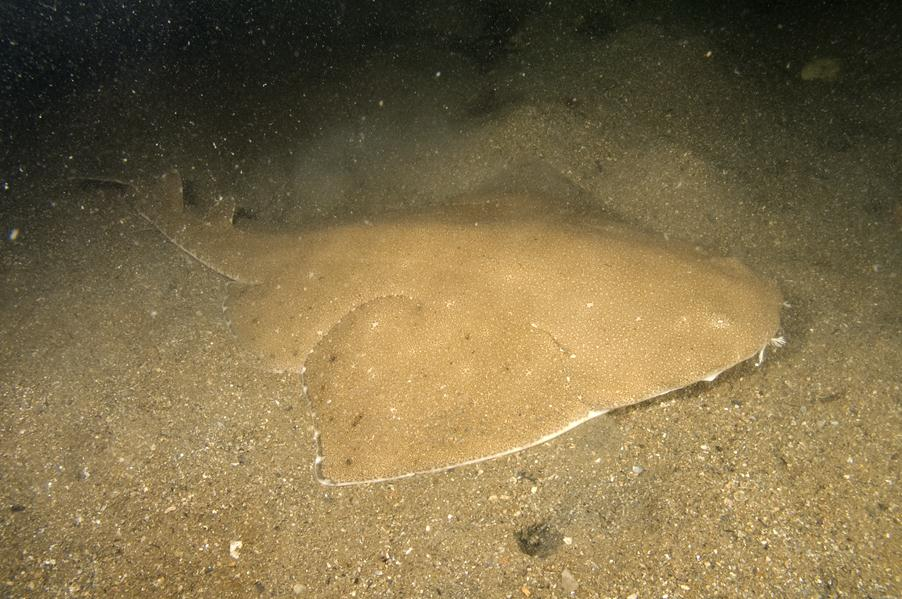

## Ареал
Австралийские скватины обитают у южного побережья Австралии в водах Западной Австралии, Южной Австралии, Виктории, Тасмании и Нового Южного Уэльса между 18 и 43° ю.ш. и между 113 и 150° в.д. Эти акулы встречаются на континентальном шельфе и в верхней части материкового склона на глубине от 15 до 256 м. Их можно найти на песчаном и покрытом водорослями дне неподалёку от каменистых рифов.

## Описание
У австралийских скватин широкое плоское тело и крупные грудные плавники треугольной формы со свободными задними кончиками. Ноздри обрамлены бахромчатыми усиками, позади глаз имеются брызгальца. Задний край передних назальных кожных лоскутов покрыт бахромой. Расстояние от глаза до брызгальца менее чем в 1,5 раза превышает диаметр глаза. Кожные лоскуты, расположенные по обе стороны головы, — без заострённых лопастей. Основание первого спинного плавника расположено напротив свободного кончика брюшных плавников. Крупные шипы на рыле и вдоль позвоночника отсутствуют. Спинные плавники небольшого размера, сдвинуты к хвосту. Окраска без «глазков», тело покрыто многочисленными маленькими белыми пятнышками. Хвостовой плавник очень короткий и почти симметричный.

## Биология
Этот вид акул размножается яйцеживорождением. В помёте до 20 новорождённых. Вероятно, беременность длится около 10 месяцев. Максимальная зарегистрированная длина 152 см, масса — 15 кг. Рацион состоит из рыб и беспозвоночных. Самцы и самки достигают половой зрелости при длине 90 см и 97 см соответственно. Австралийские скватины ведут ночной образ жизни, днём они отдыхают на дне, а ночью активно охотятся на рифах.

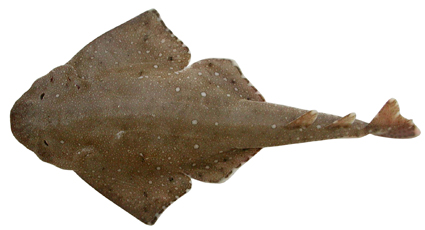

## Взаимодействие с человеком
Вид представляет незначительный интерес для коммерческого рыбного промысла. В качестве прилова эти акулы попадаются в донные рыболовные тралы и в жаберные, или объячеивающие, рыболовные сети (рыбы, пытаясь пройти сквозь вертикально установленную сеть, запутываются в ячеях жабрами). Мясо используют в пищу. В списках МСОП данный вид классифицирован как «вызывающий наименьшие опасения».